# Gian Francesco Poggio Bracciolini

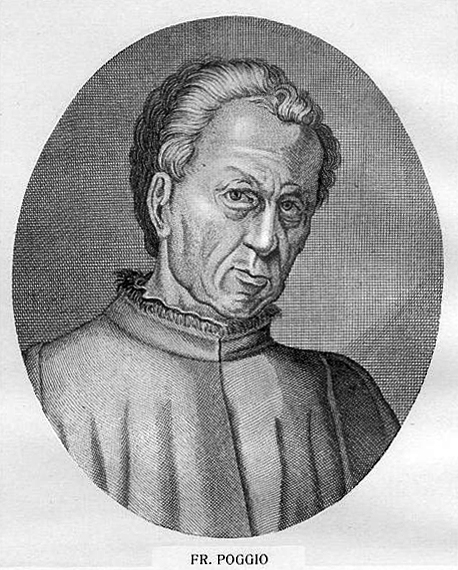
Gian Francesco Poggio Bracciolini

Gian Francesco Poggio Bracciolini, född 11 februari 1380 i närheten av Arezzo, död 30 oktober 1459 i Florens, var en florentinsk historiker, tänkare och diktare. Han ses som en av de viktigaste italienska humanisterna under renässansen.

## Biografi
Poggio Bracciolini föddes i Terranuova som på grund av honom officiellt bytt namn till Terranuova Bracciolini. Han fick den bästa utbildning: han läste latin för Johannes av Ravenna och grekiska för Manuel Chrysoloras. Coluccio Salutati och Niccolò Niccoli var hans vänner, och omkring år 1402 fick han tjänst som sekreterare vid kurian. Han skulle fortsätta som anställd där under femtio år av sitt liv, trots att han inte intresserade sig för kyrkliga frågor. Han gifte sig 1435 med den blott artonåriga Vaggia Buondelmonte.
1452 drog han sig tillbaka och erhöll burskap i Florens, och när Carlo Aretino sedan dog året därefter, utsågs han till kansler och republikens historiograf. Han avled 1459 och gravsattes i Basilica di Santa Croce di Firenze. Inte mindre än nitton barn runt om i Europa efterlämnade han.

## Verk

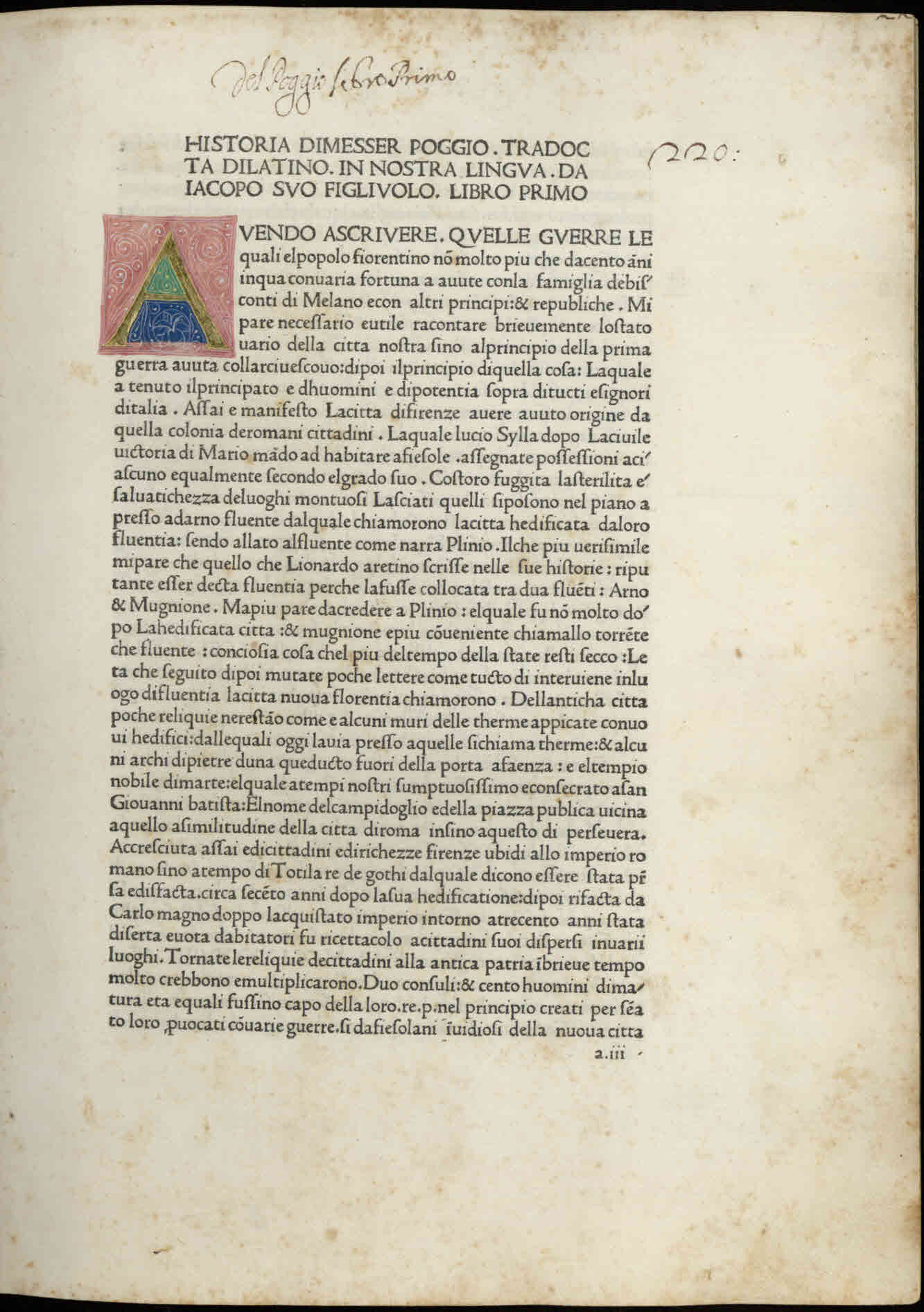
Historia Florentina, 1478

Genom sin tjänst i kyrkan hade han haft tillgång till klosterbiblioteken i Schweiz och Schwaben. I sina efterlämnade brev skriver han att han upptäckt okända antika manuskript som han skrev av, och han gjorde stora ansträngningar för att köpa verk av Titus Livius för att återföra dem till Italien. Detta är ett typiskt förhållningssätt under den tidiga renässansen, att skapa den intellektuella atmosfären genom antikviteter.
Han skrev talrika verk i många genrer och stilarter. Några av hans essäer om etik blev mycket populära, men har inte blivit ihågkomna av eftervärlden i samma utsträckning.
Hans rykte vilar i dag främst på Historien om Florens, skriven i en ansats att imitera Livius, samt den satiriska Facetiae.
Poggio skrev liksom de andra renässanshumanisterna på latin, och var verksam som översättare av grekisk litteratur. Under sin samtid var han hyllad som en utmärkt och underhållande retor. Ett par av hans mer berömda tal är riktade mot Francesco Filelfo och Lorenzo Valla.